# Michal Hrdý
Michal Hrdý (5. července 1959 Praha – 13. června 2003 tamtéž) byl český kreslíř vtipů, karikaturista a ilustrátor, spjatý s časopisem Sorry.

## Život

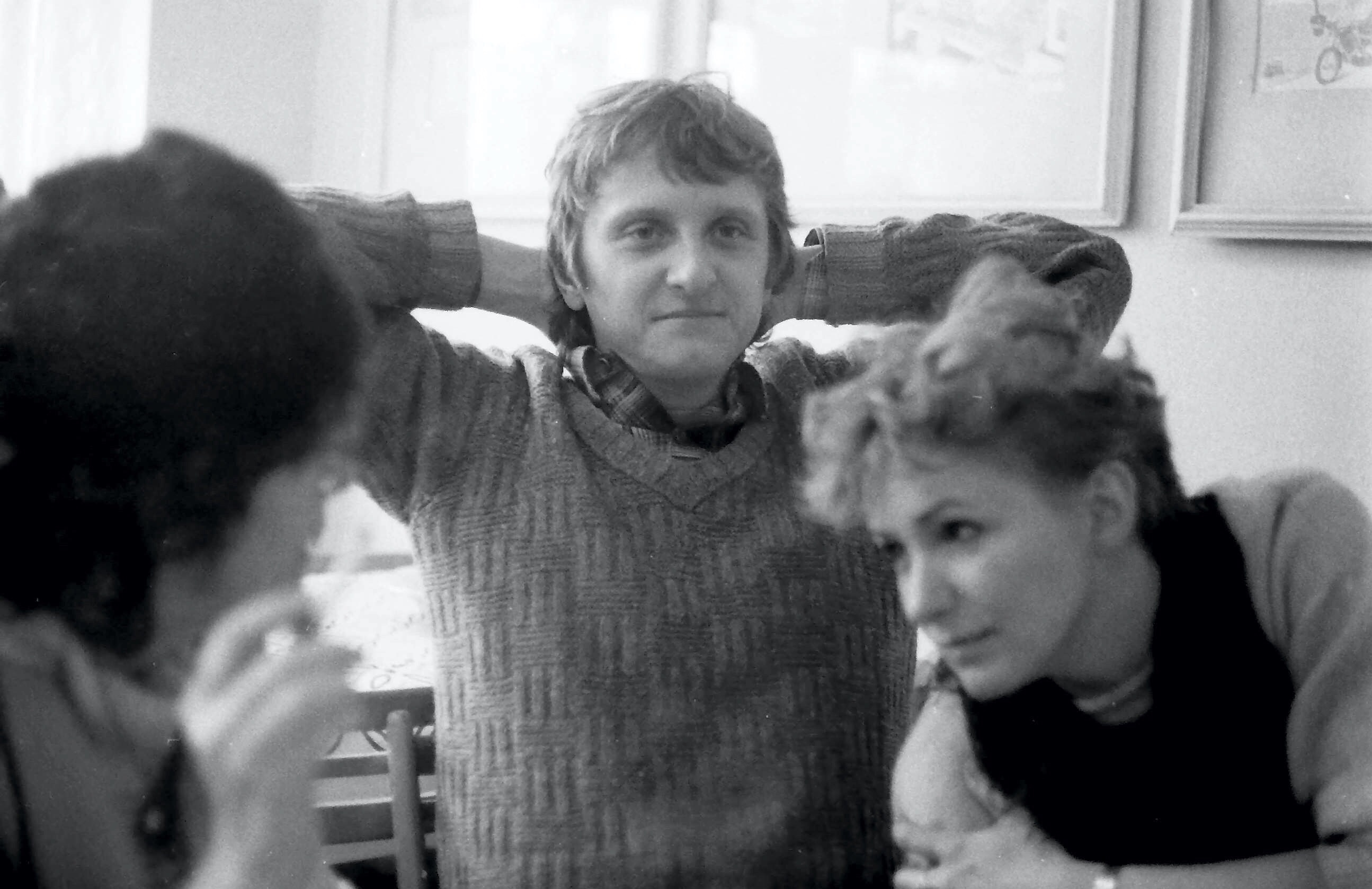
Michal Hrdý na akci časopisu Dikobraz

Narodil se roku 1959 (otec Ladislav Hrdý, matka Alena Stoklásková). Nejútlejší dětství prožil v Praze na Hanspaulce.
Do základní školy chodil v Praze 4 na sídlišti Spořilov. Navštěvoval keramický a výtvarný kroužek a později malířský kroužek v Domě pionýrů v Grébovce. Hrál na klavír, lesní roh a kytaru. Oblíbil si hlavně písničky od Beatles. Po skončení 9. třídy nebyl z politických důvodů (kádrové profily rodičů) přijat na žádnou střední školu v Praze. V roce 1976 udělal talentovky na Střední uměleckoprůmyslové škole sklářské v Železném Brodě a byl přijat ke studiu. Maturoval v roce 1980. Na žádnou vysokou školu se nedostal. Pracoval nejdříve jako aranžér v obchodním domě Máj, potom jako operátor sálového počítače IBM v ÚVTEI.
S manželkou Janou se vzali v roce 1987. Syn Jonáš se narodil v r. 1990.
V roce 2000 se s oddílem Krasoplavců (obdoba ženských akvabel) zúčastnil zájezdu do Austrálie v době konání letních olympijských her v Sydney.
V roce 2002 mu byla diagnostikována rakovina. Zemřel 13. června 2003 v nedožitých 44 letech.

## Dílo
Typická pro něj byla záměrně primitivní, lineární „dětská“ kresba, kde se bizarně kombinovalo maximální zjednodušování a precizní detaily. Pointy bývaly absurdní, dadaistické či drastické, často založené na slovních hříčkách. (Podobným duchem se z pozdější doby vyznačují Martyho frky.) Jeho oblíbeným tématem bylo pivo a hospodské výjevy. Texty v kresbách psal komicky pečlivým psacím písmem.
Od roku 1978 publikoval v časopise Dikobraz. Přispíval svými kresbami do Mladé fronty DNES i do dalších novin a časopisů, např. Večerník – Praha (příloha Šílení), Nový Dikobraz, ŠKRT, KUK, Podvobraz, HEC, Sexbox. Byl kmenovým kreslířem časopisu Sorry (založen v r. 1992). Na začátku 90. let 20. století se jeho kreslené vtipy objevovaly i na zadní straně kapesních románů KARO a STORY. Vytvořil logo pro Českou unii karikaturistů (ČUK). Kromě kreslených vtipů se věnoval i komiksové tvorbě. Mezi jeho nejznámější komiksy patří Rychlé pípy, ve kterých parodoval Foglarův komiks Rychlé šípy. Celkem 18 dílů tohoto komiksu vyšlo v měsíčníku ŠKRT (č. 7/1990 až č. 12/1991). Další komiksy publikoval např. v Magazínu Dikobrazu (Příšerný Franta, č. 2/1988; Broskev kontra pomeranče, č. 1/1990), v měsíčníku Sorry (Seriál Wilass, společný komiks s dalšími kreslíři Sorry v ročníku 1992; Honzíkova cesta, společný komiks s Radovanem Rakusem v č. 4/1993).
Ilustroval nové vydání Jirotkova Saturnina (v roce 1999), povídek Šimka a Grossmanna (v roce 1993) a mnoho dalších knížek, které vydalo nakladatelství Šulc a spol.
V roce 2004 posmrtně vyšla kniha kreslených vtipů Michal Hrdý (ISBN 80-239-2869-4). Jeho kreslené vtipy byly rovněž publikovány v knihách:
- Petr Šimáček: Pozor, zákruta!, Praha, Novinář, 1987
- Krakonoše si představuje každý jinak, Praha, Česká státní pojišťovna ve vydavatelství Novinář a NVT MON, 1988
- 100x o vojně, Praha, Naše vojsko, 1989, ISBN 80-206-0019-1
- 100x o láske, Bratislava, Praha, Smena, Lidové nakladatelství, Mladá fronta, Naše vojsko, 1989, ISBN 80-221-0018-8
- Jaderný humor, Praha, Nuklin, 1992, ISBN 80-7073-042-0
- Světlo a teplo pro váš dům, České Budějovice, Agentura CéBé, 1993, ISBN 80-900836-1-7
- Sranda kuchařka, Praha, Laguna, 1996, ISBN 80-85952-08-4
- Sranda kuchařka 2, Praha, Signet, 1999, ISBN 80-86021-55-6
- The bestiální of sorry, Praha, Knihcentrum, 1999, ISBN 80-86054-77-2
- Sorry 2000 aneb Sedm let v debetu, Praha, Plejáda, 1999, ISBN 80-902781-2-4
- To nejlepší z českého kresleného humoru 1990–2000, Praha, Formát, 2000, ISBN 80-86155-62-5
- Sorry: rodinný kalendář, Praha, Plejáda, 2001, ISBN 80-86431-17-7

U příležitosti 400. Salonu kresleného humoru v Praze v roce 2014 získal Michal Hrdý in memoriam čestný titul HUDr. (Doctor humoris causa).
Mnoho let po jeho předčasném odchodu si jeho tvorba nachází stále nové fanoušky. Facebooková skupina „MICHAL HRDÝ“, věnovaná jeho kresbám, měla počátkem roku 2023 3,3 tisíce členů.

## Ilustrace v knihách
- Kolektiv autorů: SF – Svět, fakta, fantazie: magazín literatury faktu a sci-fi, Praha, Panorama, 1989
- Kolektiv autorů: 24x o demokracii a morálce z pohledu sociologů, Praha, Jiří Ryba, 1990
- Miloslav Šimek, Jiří Grossmann: Povídky aneb Nechci slevu zadarmo, Praha, Šulc a spol., 1993, ISBN 80-85636-07-7
- Miloslav Šimek, Josef Fousek: Putování s oslem, Praha, Šulc a spol., 1994, ISBN 80-85636-17-4
- Vojtěch Kuthan: Vojín 00 hlásí příchod, Krásná Lípa, Krásnolipské nakladatelství, 1994, ISBN 80-270-3700-X
- Miloslav Šimek, Jiří Krampol: Surio Mario v Čechách aneb Jedeme do Evropy, Praha, Šulc a spol., 1995, ISBN 80-85636-26-3
- Will Cuppy: Úpadek a pád prakticky kdekoho, Praha, Šulc a spol., 1997, ISBN 80-85636-65-4
- Zuzana Bubílková, Miloslav Šimek: Politici nevyhynou …ale snažit se o to musíme, Praha, Šulc a spol., 1997, ISBN 80-85636-82-4
- Lubor Pok: Dávný Břevnov, pole orná i válečná, Praha, Pavel Krchov, 1997, ISBN 80-254-4483-X
- Zuzana Bubílková, Miloslav Šimek: Politická kámasútra aneb Polibte si preference, Praha, Šulc a spol., 1998, ISBN 80-7244-003-9
- Aidan Macfarlane, Ann McPhersonová: Muka dospívání aneb Těžký hypochondr v pubertě, Plzeň, Nava, 1998, ISBN 80-7211-015-2
- Aidan Macfarlane, Ann McPhersonová: Jsem jen lehký hypochondr, Plzeň, Nava, 1998, ISBN 80-7211-016-0
- Zdeněk Jirotka: Saturnin, Praha, Šulc a spol., 1999, ISBN 80-7244-008-X
- Miloslav Šimek: Návštěvní den u Jiřího Grossmanna, Praha, Šulc a spol., 1999, ISBN 80-7244-019-5
- Zuzana Bubílková, Miloslav Šimek: Politická záchytka aneb S politiky do němoty, Praha, Šulc a spol., 1999, ISBN 80-7244-018-7
- Michal Hrdý: Slůně / podle bajky Rudyarda Kiplinga napsal a nakreslil Michal Hrdý, Praha, Šulc a spol., 1999, ISBN 80-7244-002-0
- Zuzana Bubílková, Miloslav Šimek: Politické mraveniště aneb Samý Pytlík, žádný Ferda, Praha, Šulc a spol., 2000, ISBN 80-7244-043-8
- Jiří Žáček: 99 dědečků a 1 babička: 100 limeriků k poctě Edwarda Leara, Praha, Šulc a spol., 2001, ISBN 80-7244-051-9
- Zuzana Bubílková, Miloslav Šimek: Politický orloj aneb Figurky se vracejí, Praha, Šulc a spol., 2001, ISBN 80-7244-070-5
- Karel Štorkán: Nemravové ze septimy Bé (podle Bédi Pazderky), Praha, Šulc a spol., 2001, ISBN 80-7244-067-5
- Sergej Levický: Románek pod pražskými střechami a další povídky, vydáno vlastním nákladem, 2002, ISBN 80-238-9290-8
- Jan Šmíd: Já a můj kůň, Praha, Šulc a spol., 2002, ISBN 80-7244-097-7
- Zuzana Bubílková, Miloslav Šimek: Zuzana Bubílková, Miloslav Šimek varují: politika škodí zdraví, Praha, Šulc a spol., 2003, ISBN 80-7244-114-0
- Miloslav Šimek, Jiří Grossmann: Povídky, Praha, Šulc - Švarc, 2007, ISBN 978-80-7244-210-2
- Jiří Žáček: Tak pravil XY, Praha, Šulc - Švarc, 2012, ISBN 978-80-7244-328-4